# O multioculaire
Cette page contient des caractères spéciaux ou non latins. S’ils s’affichent mal (▯, ?, etc.), consultez la page d’aide Unicode.
Le o multioculaire (ꙮ) est une variante glyphique de la lettre О de l'alphabet cyrillique.

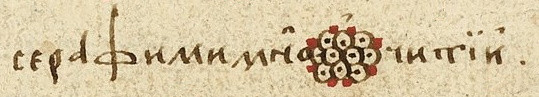
O multioculaire dans le livre des Psaumes de 1429.

Cette variante peut être trouvée dans certains manuscrits dans la phrase « серафими многоꙮчитїи » (soit « séraphin à plusieurs yeux »). Il a été documenté par le linguiste Iefim Karski à partir d'une copie du livre des Psaumes datant d'environ 1429, désormais intégré dans la collection de la Laure de la Trinité-Saint-Serge.

## Représentation informatique
- Unicode : U+A66E

## Sources
- (ru + cu) Псалтирь с восследованием (неполная) (no Ф.304/I №308),‎ 1429 (lire en ligne)
- (en) Michael Everson, David Birnbaum, Ralph Cleminson, Ivan Derzhanski, Vladislav Dorosh, Alexej Kryukov, Sorin Paliga et Klaas Ruppel, Proposal to encode additional Cyrillic characters in the BMP of the UCS (no N3194R, L2/07-003R), 21 mars 2007 (lire en ligne)
- (en) Michael Everson, Proposal to revise the glyph of CYRILLIC LETTER MULTIOCULAR O (no N5170, L2/22-002), 9 janvier 2022 (lire en ligne)
- [Karsky 1928] (ru) Евфимий Федорович Карский, Славянская кирилловская палеография, Ленинград [Leningrad], Акад. наук СССР,‎ 1928 (lire en ligne)